# Martin Hinterstocker
Pour les articles homonymes, voir Hinterstocker.
Temple de la renommée allemand : 1988
Martin Hinterstocker (né le 28 juillet 1954 à Holzkirchen) est un ancien joueur et entraîneur professionnel allemand de hockey sur glace.

## Carrière

### En tant que joueur
Il commence sa carrière en 1971 au SC Riessersee. Après deux saisons où il marque chaque fois vingt buts, le Bavarois intéresse les clubs du nord plus riches. Pour la saison 1973-1974, il signe avec le Berliner SC et devient champion d'Allemagne. Deux ans plus tard, il fait partie de l'équipe d'Allemagne qui remporte la médaille de bronze aux Jeux olympiques de 1976. Il est le meilleur buteur de la saison 1978-1979. Après les championnats du monde 1978 et 1979 ainsi que les Jeux olympiques de 1980, il rejoint le Düsseldorfer EG pour la saison 1982-1983, mais il quitte le club après 22 matchs et arrive à l'ECD Iserlohn. Pour la saison 1984-1985, il revient au SC Riessersee où il restera quatre ans, faisant cependant une intérim au Augsburger EV en 1987. Il fait la saison 1988-1989 à l'ESV Kaufbeuren puis revient la saison suivante à l'ECD Sauerland alors en deuxième division et met fin à sa carrière de joueur en 1990.

### En tant qu'entraîneur
En 1992, il devient l'entraîneur de l'EV Füssen en Oberliga pour deux saisons. En 1997, il dirige l'ESC Dorfen en troisième division. Il devient l'assistant de Hans Zach pour les Huskies de Cassel lors de la saison DEL 1999-2000. En 2005-2006, il entraîne l'ERSC Ottobrunn, une équipe amatrice.

## Famille
Martin Hinterstocker est le père de Benjamin et Martin Hinterstocker.

## Palmarès
- Champion d'Allemagne : 1974.
- Médaille de bronze aux Jeux olympiques de 1976.